# An outcast sanctuary
An outcast sanctuary is een artistiek kunstwerk gezet in Amsterdam-Oost; Zeeburgereiland.
Op dat eiland werd van 2018 tot 2020 gebouwd aan een groot skatepark met allerlei hellingen etc. Aan kunstenaarsduo Iris Roskam en Arno Coenen werd in 2018 opdracht gegeven de “blinde muren” op te vullen met tableaus. Tijdens het proces kwam het tot een breuk tussen genoemde kunstenaars en het contract werd opengebroken; Roskam mocht ermee verder. Het totale kunstwerk omvat meer dan 40.000 tegels in allerlei afmetingen in de techniek van Delfts blauw. De figuratie bestaat uit de weergave van pentekeningen (balpendroedels), zoals schoolgaande leerlingen wel maken in tijden van verveling tijdens lessen. Soms hebben de tegels het standaardformaat, maar dikwijls moest de vorm aangepast worden aan de rondingen van de skatebaan. Voor het aanbrengen moest de specialiste in moeilijk zetwerk Carin van Dongen ingezet worden. Van ander niveau waren de linten van tegels aangebracht op de randen van de skateputten, die ook met allerlei bochten mee moesten. 
De tegels werden gebakken bij Koninklijke Tichelaar Makkum maar moesten daarna nog bewerkt worden door een firma in Utrecht.

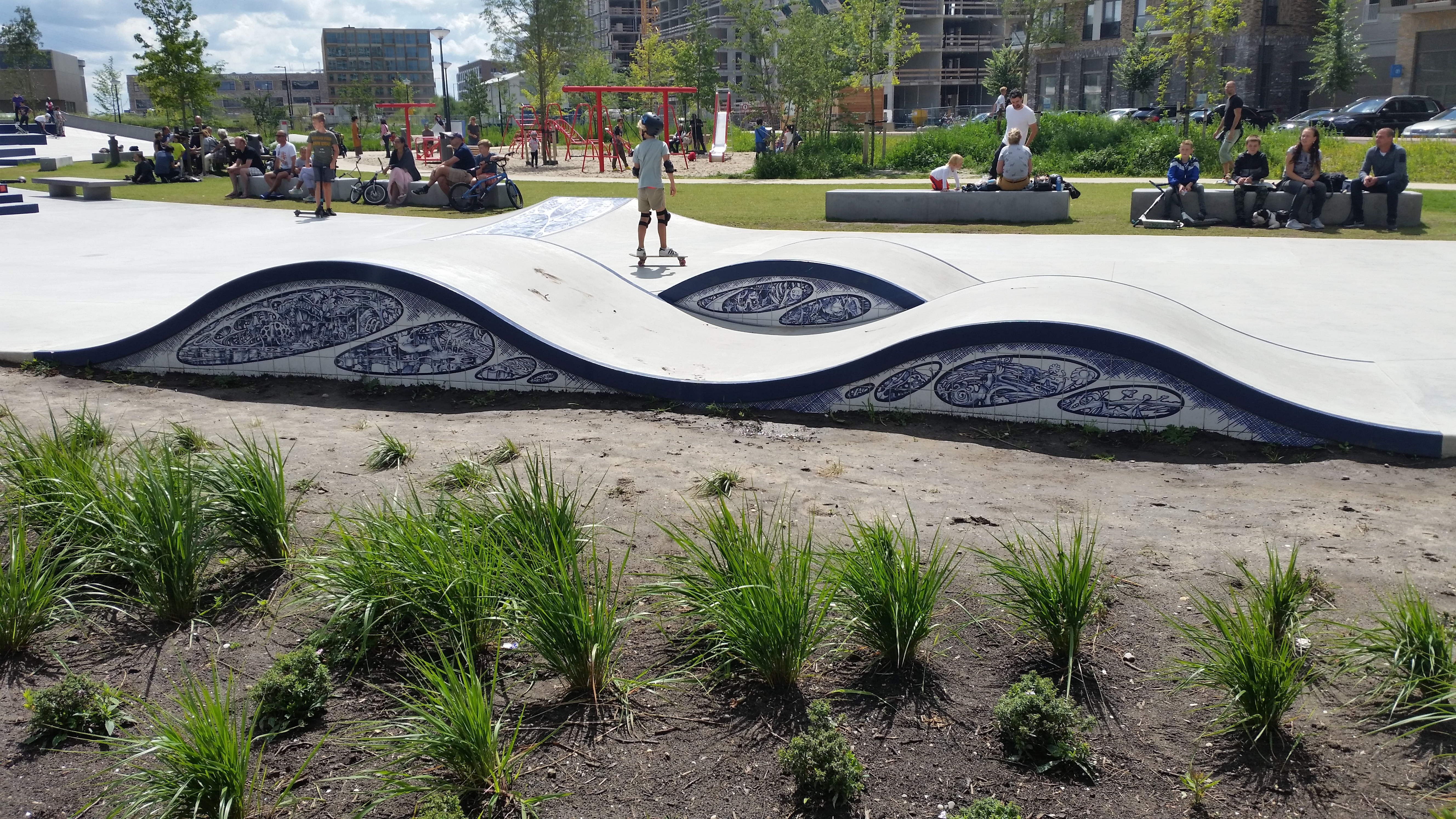
Golvende patronen (juli 2020)

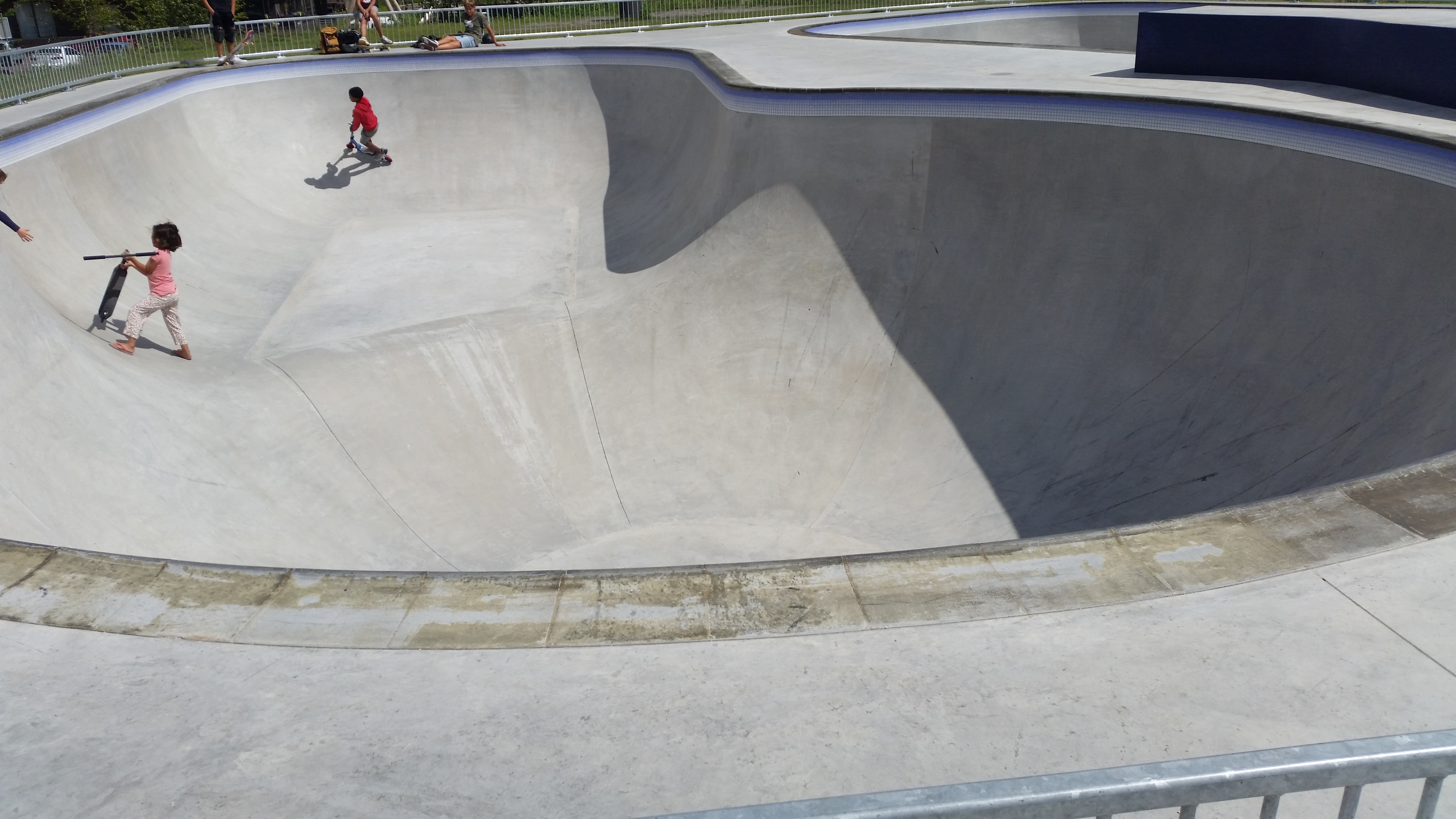
Tegelwerk langs de randen (juli 2020)